# François Abgrall (homme politique)
Pour les articles homonymes, voir François Abgrall et Abgrall.
François Abgrall est un homme politique français né le 4 octobre 1757 au manoir de Kerthomas, sur l'actuelle commune de Plusquellec et mort le 15 janvier 1805 à Quimper.

## Biographie
François Abgrall naît le 4 octobre 1757 au manoir de Kerthomas, sur l'actuelle commune de Plusquellec. Il est le fils de Charles Abgrall et de Jacquette Quénechdu.

### Activités
Avocat à Quimper avant 1789, il est l'un des rédacteurs du cahier de doléances de la sénéchaussée de Quimper. Administrateur du district de Quimper, puis procureur syndic, il publie le compte-rendu des opérations de cette assemblée. Il quitte ces fonctions en 1792 pour s'enrôler dans le bataillon des 300 volontaires fédérés du Finistère, appelés par les Girondins sous le titre de « Garde départementale » contre les 48 sections de Paris.

### Le fédéré
C'est en sa qualité de premier volontaire inscrit qu'Abgrall parait devant la Convention le 23 décembre 1792, à la tête des nouveaux fédérés bretons. 

Lors de la séance du 13 janvier 1793, sur la motion d'un représentant breton, Kersaint, les fédérés du Finistère sont assimilés aux gardes nationaux de la capitale pour faire conjointement avec eux le service de la Convention. Abgrall joue, pendant son séjour à Paris, un rôle prépondérant dans les agissements de ces volontaires.

### Les girondins
Chargé ensuite d'une mission on Vendée, il favorise la fuite des Girondins qui réussissent à s'échapper le 31 mai. Devenu suspect, de ce chef, il est arrêté en Bretagne et incarcéré jusqu'au 9 thermidor.

### L'administrateur du Finistère
Nommé en l'an III, et renommé en l'an IV et en l'an V, administrateur du Finistère, ses relations avec les familles royalistes le font cependant destituer le 30 brumaire an VI.

### Le député
Élu par les électeurs de son département comme député au conseil des cinq-cents en germinal an VI, il se rend à Paris où il arrive le 26 floréal. Il y constate qu'une loi passée le 23 floréal annule son élection. Il tente de se justifier des accusations portées contre lui, dans un curieux mémoire intitulé : Observations du conseiller Abgrall, élu en l'an VI au conseil des Cinq-Cents par l'assemblée électorale du Finistère, sur les causes de l'annullation (sic) de son élection. Dans ce document, il prend notamment à partie, personnellement, les signataires des protestations ou dénonciations parvenues à la commission centrale du conseil des Cinq-Cents, et accuse surtout de mauvaise foi Mathieu Guezno, son collègue et principal adversaire. Il y parle longuement, de son administration dans le Finistère et se vante d'avoir contribué à rétablir l'ordre dans les finances.
Abgrall est réélu l'année suivante le 26 germinal an VII comme député du Finistère au conseil des Cinq-Cents. Il y siège jusqu'au coup d'État du 18 Brumaire. Après celui-ci, sous le Consulat, bien que ne faisant pas partie des listes de députés républicains exclus de la représentation nationale, il ne fait pas non plus partie du Corps législatif.
Il décède à Quimper le 15 janvier 1805 (25 nivôse an XIII).

### Sources
- « François Abgrall (homme politique) », dans Adolphe Robert et Gaston Cougny, Dictionnaire des parlementaires français, Edgar Bourloton, 1889-1891 [détail de l’édition]